# 리키 넬슨
에릭 힐러드 "리키" 넬슨(영어: Eric Hilliard "Ricky" Nelson, 1940년 5월 8일 ~ 1985년 12월 31일)은 미국의 로큰롤 스타, 음악가, 싱어송라이터이다.
여덟 살부터 가족과 라디오 겸 텔레비전 시리즈 《더 어드벤처 오브 오지 앤 헤리어트》에 참가했다. 1957년 대중음악 아티스트로서 유구하고 성공적인 경력을 시작했다. 1950년대 최고의 "틴 아이돌" 중 하나로서 일약하여 존 웨인과 딘 마틴 주연에 하워드 호크스 감독의 서부극 장편영화 《리오 브라보》 (1959)에 주연으로 발탁되었다. 1957년부터 1973년까지 빌보드 핫 100에 53곡을 편입, 19곡을 톱 10에 진입시켰다. 1987년 1월 21일 로큰롤 명예의 전당에 헌액됐다. 1996년 《TV 가이드》의 역대 가장 위대한 TV 스타에 49위로 간택됐다.
1964년 4월 20일 샤론 크리스틴 하몬과 결혼, 1982년 12월 이혼했다. 슬하에 트레이시 크리스틴, 쌍둥이 건너 에릭과 매슈 그레이, 샘 힐러드가 있다.